# Mihails Zemļinskis

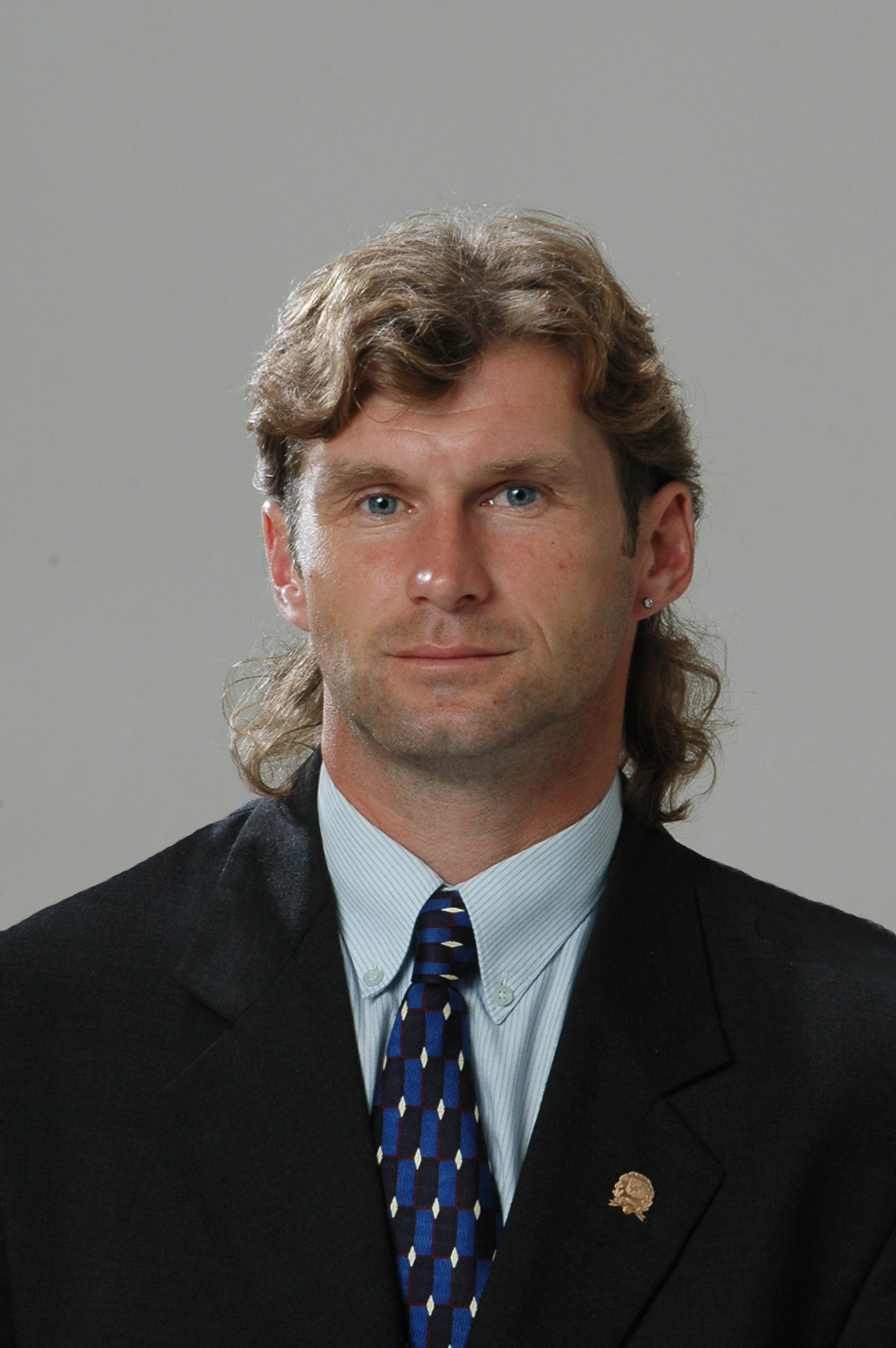
Mihails Zemļinskis

Mihails Zemļinskis (* 21. Dezember 1969 in Riga, Lettische SSR; russisch Михаил Землинский, Michail Semlinski) ist ein ehemaliger lettischer Fußballspieler und -trainer und heutiger Politiker.

## Fußball
Bis auf zwei kurze Gastspiele in Ungarn beim BVSC Dreher (1994) und in Israel bei Hapoel Kfar Saba (1997–1998) blieb er stets Skonto Riga treu.
Dort spielte er von 1991 bis 1997 und von 1997 bis 2005 252 Mal und schoss 57 Tore. Zemļinskis war ein zuverlässiger und erfahrener Abwehrspieler, unter anderem ist er einer der wenigen, die seit dem ersten Länderspiel nach der Unabhängigkeit Lettlands dabei waren (wie auch der Kapitän der Nationalmannschaft Vitālijs Astafjevs). 
Er nahm an der Fußball-Europameisterschaft 2004 in Portugal teil. Zemļinskis spielte zumeist als Vorstopper und trug daher auch die Trikotnummer 4. Bei 105 Länderspielen traf er 12 Mal. 
2005 beendete Zemļinskis seine Karriere und arbeitete im Trainerstab der lettischen Clubs Olimps BK und FC Daugava Daugavpils. Von 2009 bis 2001 war er Trainer der lettischen U-21-Nationalmannschaft.

## Politik
2006 trat Zemļinskis der Sozialdemokratische Partei „Harmonie“ bei. Für diese rückte er 2009 in das lettische Parlament nach, dem er seit dem angehört. 
Auf europäischer Ebene war Zemļinskis 2017 Mitglied der katholisch-konservativen Coalition pour la Vie et la Famille. 2018 ist er Mitglied der rechtsextremen Allianz für Frieden und Freiheit.